# Mon grand grand ami
 (octobre 2017).
Si vous disposez d'ouvrages ou d'articles de référence ou si vous connaissez des sites web de qualité traitant du thème abordé ici, merci de compléter l'article en donnant les références utiles à sa vérifiabilité et en les liant à la section « Notes et références ».
Mon grand grand ami (My Big Big Friend) est une série télévisée d'animation canado-brésilienne en 52 épisodes de 22 minutes, créée par Andrés Lieban, produite par Breakthrough Entertainment, et diffusée à partir du 9 août 2010 sur Discovery Kids, puis au Canada à partir du 20 août 2011 sur Treehouse TV.
Au Québec, elle a été diffusée à partir de 2011 sur Yoopa.

## Synopsis
La série s'articule autour des amitiés de trois enfants, Yuri, Lili et Matt, chacun ayant un « grand grand ami » invisible aux adultes et aux autres enfants mais vu par les trois amis.

## Doublage québécois
- Véronique Marchand : Yuri / mère de Mathieu
- Catherine Brunet : Lili / Nina
- Valérie Gagné : Mathieu / mère de Lili
- Natalie Hamel-Roy : Nessa / mère de Nessa
- Diane Arcand : Grand-mère
- Julie Burroughs : Mme Carol / l'enseignante / Tante Ethel
- Nicolas Charbonneaux-Collombet : Bongo / père de Mathieu
- Annie Girard : Lisa / Daisy
- Patrick Chouinard : Golias / père de Mathieu / père de Lili

 Source et légende : version québécoise (VQ) sur Doublage.qc.ca